# John Lax
John Charles Lax (* 23. Juli 1911 in Arlington, Massachusetts; † 14. Juli 2001 in Cambridge, Massachusetts) war ein US-amerikanischer Eishockeyspieler.

## Karriere
John Lax besuchte die Boston University, für die er neben seinem Studium Eishockey und American Football spielte. Im Anschluss an die Winterspiele 1936 war er als High-School-Lehrer tätig. Während des Zweiten Weltkriegs diente er zudem in der United States Air Force.

### International
Für die USA nahm Lax an den Olympischen Winterspielen 1936 in Garmisch-Partenkirchen teil, bei denen er mit seiner Mannschaft die Bronzemedaille gewann.

## Erfolge und Auszeichnungen
- 1936 Bronzemedaille bei den Olympischen Winterspielen